# Polizeiruf 110: Die verschwundenen Lords
Die verschwundenen Lords ist ein deutscher Kriminalfilm von Werner Röwekamp aus dem Jahr 1974. Der Fernsehfilm erschien als 24. Folge der Filmreihe Polizeiruf 110.

## Handlung
In einem Möbelhaus verschwinden neun Wohnzimmereinrichtungen vom Typ „Lord“ im Gesamtwert von 30.000 Mark. Die Einrichtungen wurden den Unterlagen gemäß vom Hersteller geliefert und auch verkauft, jedoch nicht abgerechnet. Die Kaufbelege tragen den Stempel und die Unterschrift der Mitarbeiterin Bettina Schwarzbach, die als sehr zuverlässig gilt. Sie wird von der Betriebsleitung zu einem Gespräch gebeten und ist über den Vorwurf des Betrugs entsetzt. Sie wird von ihrer Arbeit entbunden. Wenig später findet ihre Mitbewohnerin, die junge Kosmetikvertreterin Agnes Neubert, sie bewusstlos in der Küche vor. Der Gashahn ist aufgedreht und auf dem Tisch liegt ein angefangener Brief an ihren Sohn Jürgen, der wie ein Abschiedsbrief wirkt. Bettina wird ins Krankenhaus eingeliefert.
Oberleutnant Peter Fuchs, Leutnant Vera Arndt und Wachtmeister Lutz Subras übernehmen die Ermittlungen. Sie vergleichen die Durchschläge der Rechnungen der verschwundenen Möbelstücke mit anderen erhaltenen Durchschlägen von Bettina. Es zeigt sich, dass die Lord-Rechnungen mit einem gefälschten Stempel versehen sind. Vera Arndt will Bettinas Sohn Jürgen vom Krankenhausaufenthalt seiner Mutter berichten, doch trifft sie nur dessen Frau Elke an. Elke und Bettina verstehen sich nicht gut, dennoch glaubt Elke nicht, dass Bettina Waren unterschlagen könnte oder Selbstmord begehen würde. Auch Bettina weist im Krankenhaus den Verdacht des Selbstmordversuchs von sich. Sie habe sich Kaffee kochen wollen und sei wahrscheinlich zu aufgeregt gewesen, um das Gas zu entzünden. Vor dem Brief an ihren Sohn habe sie zudem einen Beschwerdebrief an den Bezirksrat geschrieben. Der Brief wurde nie gefunden, dafür jedoch im Badeofen ein zerrissener erster Durchschlag einer Lord-Rechnung an einen gewissen Herrn Schultheiß. Als Bettina gefragt wird, ob ihr Sohn einen Schlüssel zu ihrer Wohnung besitzt, leugnet sie es. Jürgen hat jedoch einen Schlüssel zur Wohnung und gibt dies auch frei zu.
Herr Schultheiß berichtet den Ermittlern, dass er seine Lord-Einrichtung über eine Annonce in der Zeitung erstanden habe. Sie sei neu gewesen und habe von einer jungen, blonden Frau umständehalber abgegeben werden müssen. Er hat den vollen Neupreis für die Schrankwand bezahlt. Jürgens Frau Elke passt auf die Beschreibung der Verkäuferin. Jürgen wiederum fährt beruflich mit seinem Kollegen Kurt Baltruschat die Schrankwände im Auftrag des Möbelhauses aus. Beide beteiligen sich derzeit in ihrer Freizeit an der Renovierung des Gasthofs „Zur Linde“, in dem sie regelmäßig auf ihren Touren Zwischenstopp machen. Herr Schultheiß ruft beim Lagerverwalter, Herrn Krüger, von der Auslieferungsstelle des Möbelhauses an und reklamiert seine Schrankwand, da sie fehlerhaft sei.
Als Bettina nach ihrem Krankenhausaufenthalt Jürgen besuchen will, findet sie nur seine Kinder in der Wohnung vor. Sie spielen Post und geben Bettina einen gestempelten Brief – mit dem Abdruck des gefälschten Stempels. Den haben beide Kinder auf der Terrasse in einem Umschlag gefunden. Elke kommt heim und Bettina beschuldigt sie krimineller Machenschaften. Sie geht zur Polizei, bezichtigt sich jedoch zunächst selbst der Unterschlagung, bevor sie die wahre Geschichte um den Fund des Stempels erzählt. Kurz darauf fährt sie fort, und auch Elke nimmt zwei Tage Urlaub. Die Ermittler wissen inzwischen, dass vom Fertigungswerk stets alle Schrankwände abgeholt und quittiert wurden. Auf dem Weg zum Einrichtungshaus wird stets eine Schrankwand abgeladen. Die Verbrecher haben zudem im Einrichtungshaus einen Rechnungsblock gestohlen. Per Annonce wird der Käufer für die gestohlene Schrankwand gefunden, die von der blonden Frau geliefert wird, die auch das Geld einnimmt. Die gefälschte Originalrechnung erhält der Käufer, der erste Durchschlag wird vernichtet und der zweite vom eingeweihten Lagerverwalter Krüger in die Unterlagen genommen. Die Rolle von Bettina ist den Ermittlern weiterhin unklar. Als Umladeplatz der Schrankwände vermuten sie jedoch den Gasthof „Zur Linde“, den Lutz Subras observiert. Er findet in einem Schuppen den LKW, mit dem die gestohlenen Lord-Einrichtungen transportiert wurden. Während eines Fußballspiels schleicht sich einer der Anwesenden aus dem Raum und verlädt eine Schrankwand aus dem LKW von Jürgen und Kurt Baltruschat. Kurt kommt hinzu und will es verhindern, da die Polizei ihm bereits auf den Fersen sei. Die Umlader werfen ihm vor, in der Vergangenheit auch von den Veruntreuungen profitiert zu haben. Es wird deutlich, dass Kurt, der Wirt der „Linde“, Kreibig, und dessen Schwester unter einer Decke stecken. Die Schwester ist Agnes Neubert, die Mitbewohnerin von Bettina, in die Kurt verliebt ist. Tatsächlich taucht Agnes mit blonder Perücke bei Herrn Schultheiß auf und regt sich über dessen Beschwerde auf, so sei die Schrankwand bei Lieferung komplett gewesen. Agnes hat auch den Stempel nachmachen lassen und heimlich auf Jürgens Terrasse geworfen, um den Verdacht auf die blonde Elke zu lenken. Sie wird, wie auch Kurt und Kreibig, festgenommen. Jürgen, Elke und Bettina sprechen sich aus, und vor allem Elke und Bettina versöhnen sich.

## Produktion
Die verschwundenen Lords wurde vom 4. Dezember 1973 bis Ende Januar 1974 in Potsdam und Thüringen gedreht. Die Kostüme des Films schuf Isolde Müller-Claud, die Filmbauten stammen von Klaus Poppitz. Die Fernsehpremiere des Films war am 12. Mai 1974 im 1. Programm des Fernsehens der DDR.
Es war die 24. Folge der Filmreihe Polizeiruf 110. Oberleutnant Peter Fuchs ermittelte in seinem 17. Fall, Leutnant Vera Arndt in ihrem 20. und Wachtmeister Lutz Subras in seinem neunten Fall. Es war der einzige Film der Reihe, in dem Christel Bodenstein eine Rolle übernahm.